# Озерянська сільська рада (Галицький район)
| Озерянська сільська рада — орган місцевого самоврядування у Галицькому районі Івано-Франківської області з адміністративним центром у с. Озеряни. Історична дата утворення: в 1940 році. Сільській раді підпорядковані населені пункти: - с. Озеряни — населення 447 чол.; площа 5,755 км² - с. Слобода — населення 479 чол.; площа 7,104 км² |

## Склад ради
Рада складається з 16 депутатів та голови.

### Керівний склад ради
| ПІБ                   | Основні відомості                                            | Дата обрання | Дата звільнення |
| --------------------- | ------------------------------------------------------------ | ------------ | --------------- |
| Кліщ Роман Степанович | Сільський голова, 1958 року народження, освіта, безпартійний | 26.03.2006   | 31.10.2010      |

Примітка: таблиця складена за даними джерела